# Данешвар, Юлия Прокофьевна
Юлия Прокофьевна Данешва́р (урождённая Коновалова; 24 марта [6 апреля] 1912 или 6 апреля 1912, Москва — 6 октября 1948, Ашхабад) — советский живописец и график. Заслуженный деятель искусств Туркменской ССР (1944).

## Биография

«За рукоделием» (1947)

Родилась 24 марта (6 апреля) 1912 год в Москве. В 1931—1938 годах училась в Московском художественном институте, где её преподавателями были Л. А. Бруни, К. Н. Истомин, Д. С. Моор, А. А. Дейнека, С. В. Герасимов и другие. В 1938 году переехала в Ашхабад. Преподавала в Туркменском художественном училище вместе с мужем, художником Музафаром Мамедом Багиром оглы Данешваром (1910—1990). Среди её учеников был будущий народный художник СССР Иззат Клычев. Погибла 6 октября 1948 года во время Ашхабадского землетрясения.

## Творчество
Написала ряд картин в духе социалистического реализма о Туркмении и о войне: «Проводы в Красную Армию» (1942), «На фронт за Родину» (1943—1945), «За рукоделием» (1947), «Урок музыки» (1948). Является автором портретов: «Портрет студента художественного училища А. Хаджиева» (1940), «Портрет девушки-туркменки» (акварель, 1943) и других. Во время войны писала плакаты для «Окон ТуркменТАГ». Сделала эскиз ковра «Портрет Зои Космодемьянской» (1943).
Произведения Данешвар выполнены в традициях туркменского декоративного искусства. Они отличаются контрастами ярких цветовых плоскостей и строгостью рисунка. Её картины хранятся в Музее Востока (Москва) и в Музее изобразительных искусств Туркменистана (Ашхабад).